# Caligo scamander
Caligo scamander är en fjärilsart som beskrevs av Jean Baptiste Boisduval 1870. Caligo scamander ingår i släktet Caligo och familjen praktfjärilar. Inga underarter finns listade i Catalogue of Life.